# Ed Ruscha
Edward Joseph Ruscha IV (Omaha, 16 december 1937) is een kunstenaar uit de Verenigde Staten die geassocieerd wordt met de popart-beweging. Hij heeft werk gemaakt in verschillende media, zoals schilderkunst, grafiek, tekenkunst, fotografie en film. Ruscha leeft en werkt in Culver City, Californië.